# Maymena cascada
Maymena cascada är en spindelart som beskrevs av Willis J. Gertsch 1971. Maymena cascada ingår i släktet Maymena och familjen Mysmenidae. Inga underarter finns listade i Catalogue of Life.